# Donskoi (Krasnodar)
|  | Per a altres significats, vegeu «Donskoi». |

Donskoi - Донской (rus) és un possiólok del krai de Krasnodar, a Rússia. Es troba al Caucas Nord, a la vora del riu Kuntimes, tributari del riu Urup, a 12 km a l'oest d'Otràdnaia i a 203 km al sud-est de Krasnodar. Pertany al possiólok de Maiak.